# Blasius Marsoner

Blasius Marsoner

Blasius Marsoner (ital. Biagio, Kinder- und Rufname „Blasi“) (* 9. Januar 1924 St. Pankraz (Südtirol); † 21. September 1991 in Meran) war ein Autodidakt, Dichter, Lokalhistoriker und Übersetzer der Göttlichen Komödie von Dante Alighieri.

## Leben
Blasius Marsoner wurde am 9. Jänner 1924 in St. Pankraz als Sohn des Ehepaars Blasius Marsoner (1878–1942) und Klara Windegger (1884–1963) geboren. Die Eltern bewirtschafteten den Tschahaunhof, westlich von St. Pankraz auf 750 m. ü. M. gelegen, welcher sich seit der ersten Hälfte des 19. Jahrhunderts im Besitz der Familie Marsoner befand.

### Ausbildungsversuche
Blasius Marsoners streng religiöse Erziehung weckte in ihm früh den Wunsch, Priester zu werden, weswegen er im Herbst 1937 vom Dorfpfarrer Josef Linder für das Knabenseminar Johanneum in Dorf Tirol angemeldet wurde, welches er wegen Heimwehs nach kurzer Zeit wieder verließ. Ab Herbst 1942 besuchte Marsoner die Landwirtschaftsschule in Dietenheim, wo er aus dem gleichen Grund nur bis Weihnachten blieb. Von da an blieb Marsoner auf dem Tschahaunhof, obschon ihm die Arbeit auf dem Hof zu schwer war. Vom Wehrdienst wurde er auf Betreiben seiner ihn umsorgenden Mutter befreit.

Blasius Marsoner

### Autodidakt
Blasius Marsoner bildete sich selbst weiter und eignete sich ein vielfältiges historisches und literarisches Wissen an. Aus Marsoners Handbibliothek, dessen ca. 350 Bücher er sich zwischen 1940 und 1960 zugelegt hatte, befinden sich literarische Werke aus der griechisch-römischen Welt, des Mittelalters und der Gegenwart, zur italienischen und deutschen Kunstgeschichte und zur Religion und Kirchengeschichte. Marsoner erlernte selbständig Fremdsprachen, wie (Italienisch, Lateinisch, Englisch und Französisch). Er brachte sich selbst das Spiel auf dem Harmonium und der Gitarre bei. Er wurde zum Erlernen des Orgelspiels nach Meran geschickt, trug aber aus Scheu nie öffentlich vor.

### Lokalhistoriker
Aus dem Studium der Werke der Tiroler Historiker Josef Egger, Josef Tarneller, Beda Weber, Johann Jakob Staffler, Karl Atz, Adelgott Schatz, Ludwig Steub, Hans Matscher sowie anhand alter Quellen erarbeitete Marsoner eine heimatkundliche Geschichte Ultens und des Ultentals.

### Dichter und Essayist
Marsoners Nachlass umfasst 140 Gedichte auf 200 Seiten, welche die Themen Religion, Fortleben, Schuldgefühle, Tod, Heimat, Natur, Vergänglichkeit u. a. umfassen. Die Essays, die zwischen 1946 und 1951 entstanden, enthalten philosophische und religiöse Abhandlungen.

### Übersetzer der Göttlichen Komödie von Dante Alighieri
Mehr als 15 Jahre lang arbeitete Marsoner an der Übersetzung der Divina Commedia (vermutlich von 1953 bis 1965 am Inferno und Purgatorio und von 1965 bis 1968 am Paradies), für die er die volkstümliche Strophe bestehend aus vier vierfüßigen Reihen mit der Reimordnung [aabb] wählte. „Der vierfüßige Jambus ist gerade in seiner Schlichtheit sehr einprägsam, und ich bin fast versucht, ihn als die urdeutsche Versform zu bezeichnen.“
In Mitt’ des Lebensweges fand

ich mich in einem dunklen Land,

in einem dichten Wald gefangen,

weil ich vom rechten Weg gegangen.

Ach! hart zu sagen, wie er war,

der wilde Wald, des Lichtes bar,

so rauh, so weit er sich erstreckt,

daß er, denk’ ich daran, mich schreckt.

So herb ist er, wohin man blickt,

daß selbst der Tod kaum bittrer drückt;

doch eh ich meld’ vom Heil, das kam,

meld’ andres ich, das wahr ich nahm.
Zeitlebens lehnte es Blasius Marsoner ab, seine Übersetzung zu veröffentlichen. An der Dante-Alighieri-Feier zum 700. Geburtstag am 11. März 1965 in der Tiroler Industrie- und Handelskammer in Innsbruck wurde er durch die Rezitation der Francesca da Rimini-Episode in seiner Übersetzung geehrt. Eine spätere Verleihung der Ehrendoktorwürde für seine Verdienste um die Nachdichtung der Göttlichen Komödie lehnte Marsoner aus Bescheidenheit ab.
Die insgesamt 18.980 Verse wurden unter der gestrengen Aufsicht von Marsoner von der Innsbrucker Ärztin Gerda Foltin geborene Hartung von Hartungen (1908–1986), die jahrelang mit ihm im gleichen Haushalt lebte, aufgrund des Manuskripts abgetippt.
Marsoner erwähnt in seinem Vorwort diverse deutsche Übersetzungen der Göttlichen Komödie, von denen sich einige in seiner Handbibliothek befanden.

## Werke (Auswahl)
- Hymnus auf das Sein [Gedicht]. In: Tiroler Nachrichten Jg. 83 vom 10. April 1965, S. 11.
- Dante Göttliche Komödie aus IV. Gesang Vergils Mitleid für die Verlorenen. In: Novum – Neues und Erneuertes. Innsbruck: Turmbund Jg. 83 (1964/65)
- Dante-Nachdichtung von Blasius Marsoner: Auszüge. In: Innsbrucker Beiträge zu Dante. Innsbruck 1967, S. 35–50.
- Gedichtauszüge. In: ’s Pankrazer Blattl Oktober/November 1997, S. 20 f.
- Dante. Die göttliche Komödie neu übersetzt in vierfüßigen Jamben von Blasius Marsoner. Hrsg. Anna Johanna Schwellensattl und Gerhard Clara, St. Pankraz (ab 2022), Privatdruck. Dante Alighieri: Die Göttliche Komödie neu übersetzt in vierfüßigen Jamben von Blasius Marsoner Text Italienisch und Deutsch Koloriert Italienisch und Deutsch koloriert